# Robert Renan
Robert Renan Alves Barbosa (* 11. Oktober 2003 in Brasília) ist ein brasilianischer Fußballspieler.

## Karriere

### Verein
Robert Renan begann seine Karriere bei den Corinthians São Paulo. Im März 2022 stand er erstmals im Kader der ersten Mannschaft. Sein Profidebüt gab er anschließend im April 2022 im Cup. Im Juni 2022 debütierte der Verteidiger dann gegen den FC Santos auch in der Série A. Bis zum Ende der Saison 2022 kam er zu zehn Einsätzen in der höchsten brasilianischen Spielklasse.
Im Januar 2023 wechselte Robert Renan nach Russland zu Zenit St. Petersburg. Bis zum Ende der Saison 2022/23 kam er zu neun Einsätzen für Zenit in der Premjer-Liga. In der Saison 2023/24 absolvierte er bis zur Winterpause nur vier Partien für die Petersburger.
Daraufhin kehrte Robert Renan im Januar 2024 nach Brasilien zurück und wechselte leihweise zu Internacional Porto Alegre.

### Nationalmannschaft
Robert Renan spielte im November 2021 dreimal für die brasilianische U-18-Auswahl. Im Juni 2022 debütierte er im U-20-Team. Mit der U-20-Auswahl Brasiliens konnte Roque am 12. Februar 2023 den Gewinn der U-20-Fußball-Südamerikameisterschaft 2023 feiern. Dabei trat er in allen neun möglichen Spielen an und erzielte ein Tor.
Im März 2023 wurde Renan für ein Testspiel gegen Marokko am 25. März erstmals in die Auswahl Brasiliens berufen.

## Erfolge
- U-20-Fußball-Südamerikameisterschaft: 2023